# Eucereon parascyton
Eucereon parascyton là một loài bướm đêm thuộc phân họ Arctiinae, họ Erebidae.